# ابوالقاسم علمی
ابوالقاسم علمی (متولد ۱۳۰۴ شمسی) مدیر و مؤسس شرکت انتشارات جاویدان می‌باشد که در سال ۱۳۹۳ درگذشت. از او به عنوان پیشکسوت صنعت چاپ و نشر ایران یاد می‌شود.